# لا سالزاديلا
بلدية لا سالزاديلا (بالإسبانية: Salsadella)‏ (بالفالنسية:La Salzadella)، هي إحدى بلديات مقاطعة كاستيلون التي تقع في منطقة بلنسية، في شرق إسبانيا.
يبلغ عدد سكانها 816 نسمة وفقاً لإحصائية سنة (2006).